# Flotteur (pêche)
Pour les articles homonymes, voir flotteur.

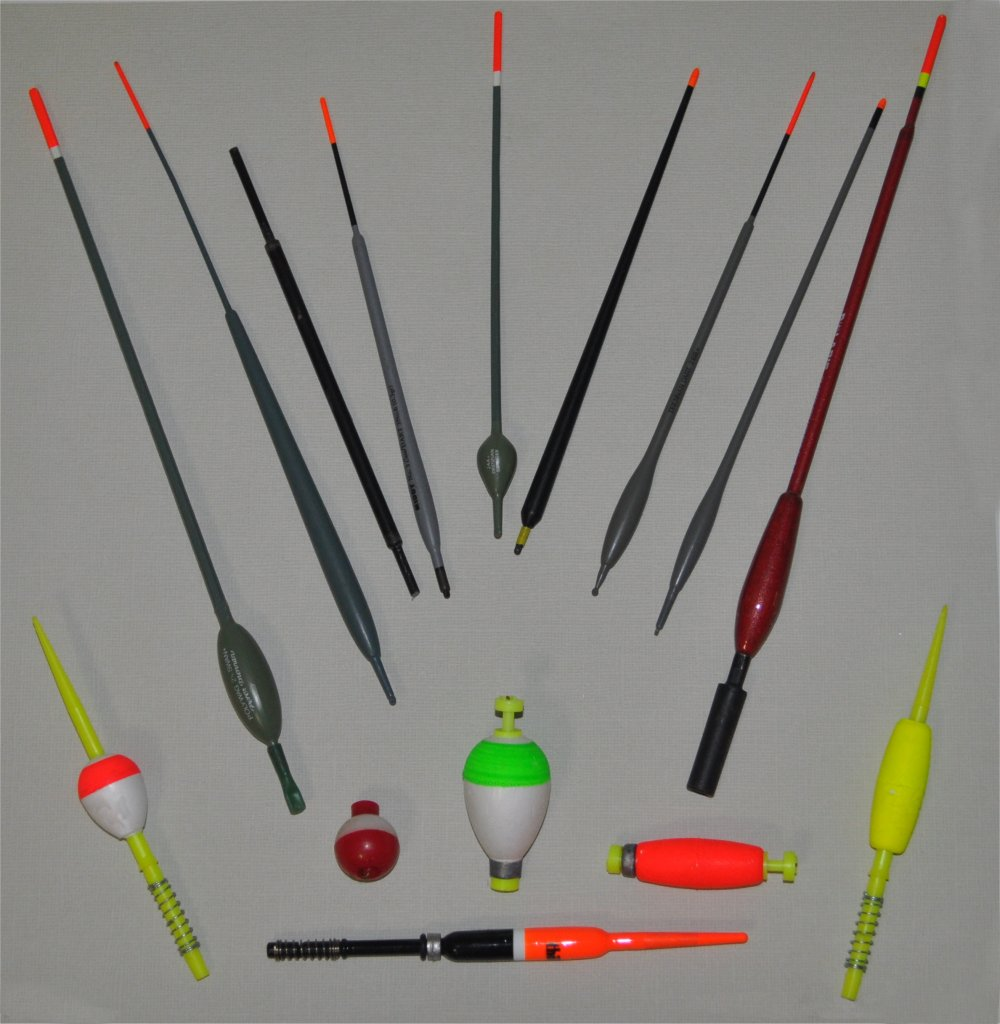
Flotteurs de pêche à la ligne

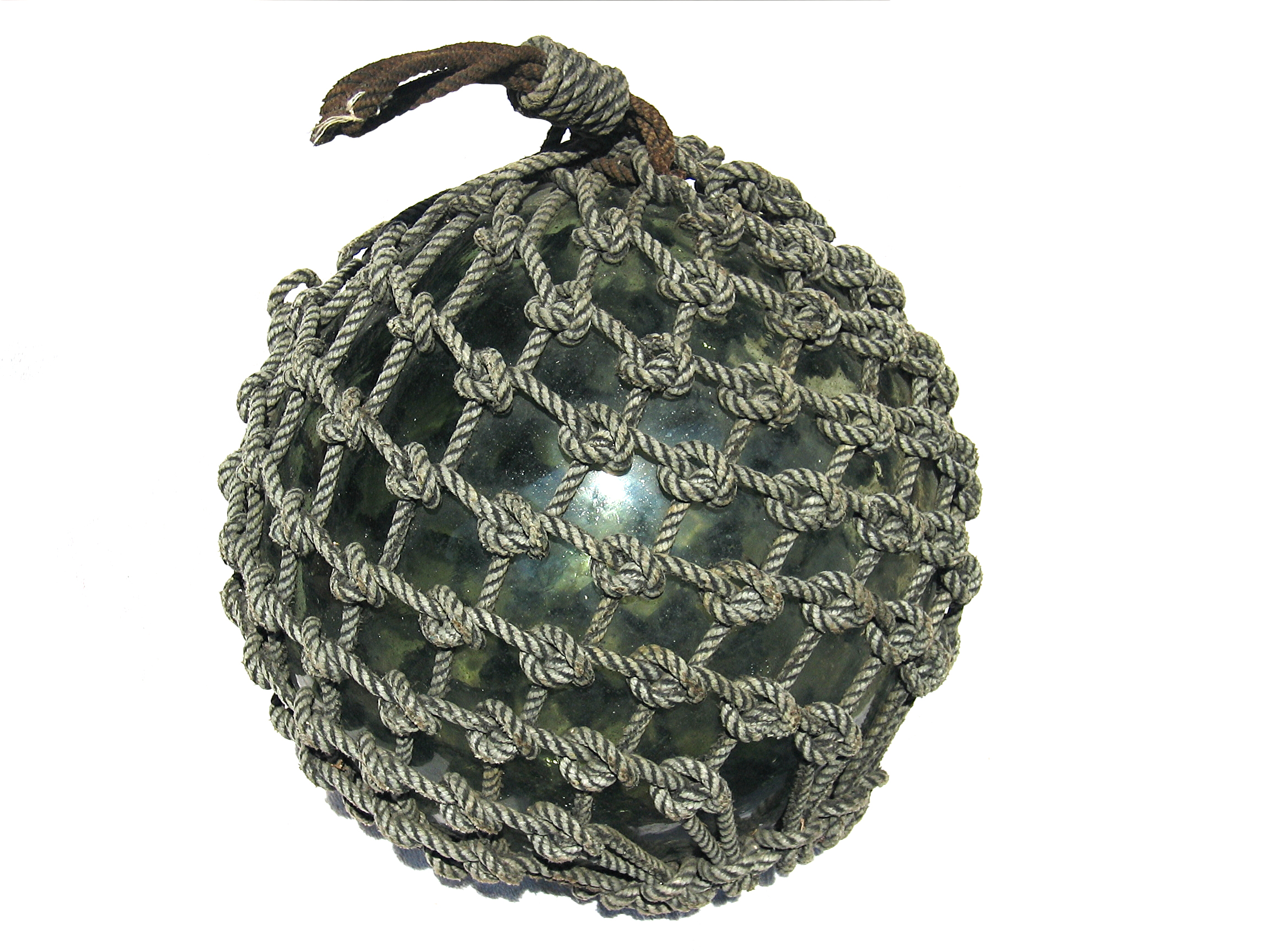
Flotteur traditionnel de verre, japonais, pour filets.

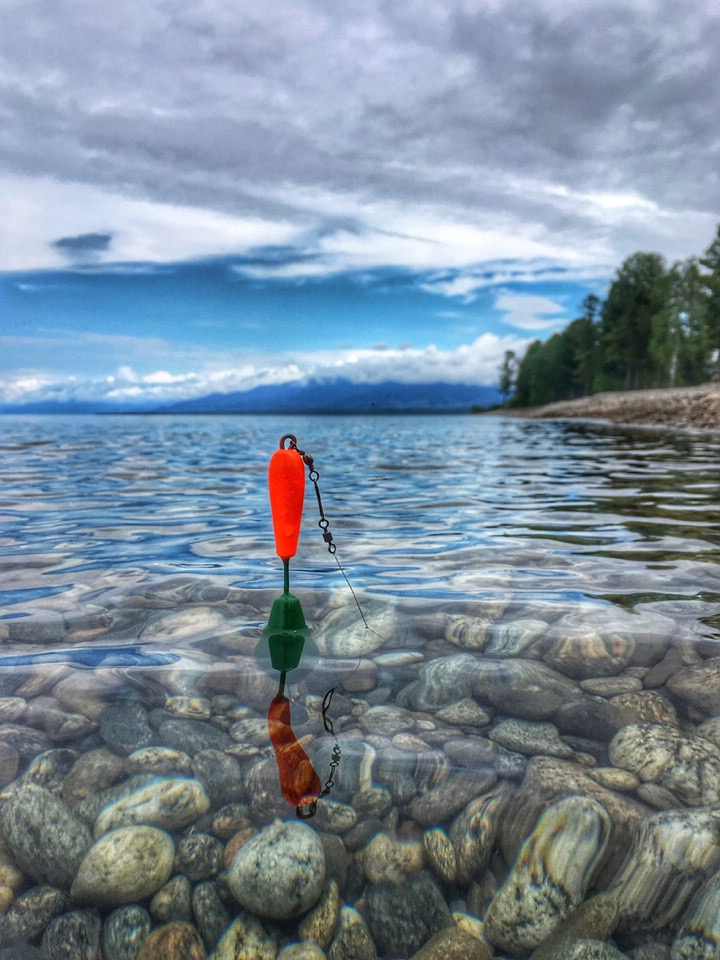
Flotteur de canne à pêche. Lac Baïkal. Sibérie orientale

Le flotteur, ou bouchon, est un accessoire insubmersible monté sur une ligne de pêche et qui permet, notamment, 
de visualiser une touche lorsque le poisson mord à l'appât.

## Description
« Flotteur » est également le nom parfois donné aux boules de verre ou de plastique destinées à maintenir les filets à la surface de l'eau. Des flotteurs spéciaux existent pour les filets immergés, y compris à grande profondeur, où ils doivent résister à des pressions considérables. De tels flotteurs peuvent aussi supporter des repères (un pavillon coloré en général) rappelant au pêcheur où il a immergé un casier ou autre engin de pêche immergé.
Un flotteur de pêche à la ligne a plusieurs fonctions : 
- il sert à maintenir l'appât (esche, etc.) à la profondeur souhaitée ;
- il indique par sa plongée soudaine la « touche » lorsque le poisson absorbe ou mord à l'appât ;
- il signale approximativement la position de l'appât immergé.

Les flotteurs sont réalisés en liège, bois léger (balsa), piquant de porc-épic (aujourd'hui interdit, animal protégé), mousse synthétique (polystyrène), ou matière plastique.